# George Campbell Munro
George Campbell Munro (* 10. Mai 1866 in Clevedon, Neuseeland; † 4. Dezember 1963 in Honolulu, Hawaii) war ein neuseeländisch-US-amerikanischer Ornithologe, Entomologe und Botaniker. Sein offizielles botanisches Autorenkürzel lautet „G. C. Munro“.

## Leben und Wirken
Munro emigrierte 1890 nach Hawaii und arbeitete bis 1893 zusammen mit Henry C. Palmer als Vogelsammler für Walter Rothschild. Von 1911 bis 1928 war er Manager der einzigen Rinderfarm auf Lānaʻi. 1918 veranlasste er die Schaffung von Schutzgebieten auf Lānaʻi. Von 1935 bis 1937 war er Leiter der ersten umfangreichen Vogelerkundungsexpedition auf den Hawaii-Inseln. 1939 gehörte er zu den Mitbegründern der Hawaiian Audubon Society, für dessen Fachjournal Elepaio er über 175 wissenschaftliche Artikel verfasste. Im selben Jahr wurde er Mitglied der American Ornithologists’ Union. 1944 erschien Munros Standardwerk Birds of Hawaii, in dem alle damals bekannten hawaiischen Vogeltaxa beschrieben wurden. 1960 erschien eine überarbeitete Fassung des Buches.

## Dedikationsnamen und Ehrungen
Nach George Campbell Munro sind die Pflanzengattung Munroidendron aus der Familie der Araliengewächse (Araliaceae), der ausgestorbene Lanai-Hakenschnabel (Dysmorodrepanis munroi), der ʻAkiapolaʻau (Hemignathus munroi) und der Munro Trail (ein circa 12 Kilometer langer Wildpfad auf Lānaʻi) benannt.

## Werke (Auswahl)
- Birds of Hawaii, überarbeitete Auflage, Juni 1960, Olympic Marketing Corp, ISBN 0-8048-0063-4
- The Story of Lanai’i, 2007, Native Books Hawaii, Honolulu, ISBN 1-883528-31-3 (posthum nach Aufzeichnungen Munros veröffentlicht)